# جواو كارلوس بينتو شافيز
جواو كارلوس بينتو شافيز ، من مواليد 1 يناير 1982، لاعب كرة القدم برازيلي، لعب سابقاً لنادي الجزيرة الإماراتي .

## روابط خارجية
- جواو كارلوس بينتو شافيز على موقع قاعدة بيانات كرة القدم.إي يو (الإنجليزية)
- جواو كارلوس بينتو شافيز على موقع Soccerway.com (الإنجليزية)
- جواو كارلوس بينتو شافيز على موقع عالم كرة القدم.نت (الإنجليزية)